# Glypta tenebrosa
Glypta tenebrosa är en stekelart som beskrevs av Dasch 1988. Glypta tenebrosa ingår i släktet Glypta och familjen brokparasitsteklar. Inga underarter finns listade i Catalogue of Life.